# Match des étoiles de la Ligue majeure de baseball 1984
Le Match des étoiles de la Ligue majeure de baseball 1984 (MLB All-Star Game) est la 55e édition de cette partie annuelle qui oppose les meilleurs joueurs de la Ligue nationale et de la Ligue américaine, les deux composantes du baseball majeur.
L’événement a été présenté au Candlestick Park de San Francisco le 10 juillet 1984 devant une foule de 57 756 spectateurs. C'était la deuxième fois que la partie était présentée dans ce stade, puisque le premier match de 1961 y avait aussi été disputé. Grâce à des circuits de Gary Carter, des Expos de Montréal,nommé joueur le plus utile du match, et Dale Murphy, des Braves d'Atlanta, l'équipe de la Ligue Nationale renouait avec la victoire, une douzième en treize ans, par la marque de 3 à 1.
L'élément le plus mémorable de ce match a été la performance des lanceurs. Au total, les artilleurs des deux formations ont enregistré 21 retraits sur des prises pendant la partie, ce qui constituait un record pour le Match des étoiles. De plus, trois lanceurs ont réussi à retirer sur des prises les trois frappeurs à leur faire face dans une manche, soit Fernando Valenzuela des Dodgers de Los Angeles, Dwight Gooden des Mets de New York et Bill Caudill des Athletics d'Oakland.  Au cours des 54 parties précédentes, seulement quatre lanceurs avaient réussi cet exploit: Johnny Sain (1948), Bobby Shantz (1952), Gene Conley (1958) et Jerry Reuss (1980). Étonnamment, on avait invité Carl Hubbell à effectuer le premier lancer de cette partie des Étoiles pour souligner sa performance de cinq retraits au bâton consécutifs, cinquante ans plus tôt. Hubell avait alors retiré trois frappeurs sur des prises en première manche, après avoir donné deux coups sûrs. 
Appelé en relève en cinquième manche, le jeune lanceur Dwight Gooden devenait, à 19 ans, le plus jeune joueur à prendre part à la classique de la mi-juillet.

## Alignements partants

### Ligue américaine
| Joueur         | position            | équipe                  |
| -------------- | ------------------- | ----------------------- |
| Lou Whitaker   | deuxième but        | Tigers de Detroit       |
| Rod Carew      | premier but         | Angels de la Californie |
| Cal Ripken Jr  | arrêt-court         | Orioles de Baltimore    |
| Dave Winfield  | voltigeur de gauche | Yankees de New York     |
| Reggie Jackson | voltigeur de droite | Angels de la Californie |
| George Brett   | troisième but       | Royals de Kansas City   |
| Lance Parrish  | receveur            | Tigers de Detroit       |
| Chet Lemon     | voltigeur de centre | Tigers de Detroit       |
| Dave Stieb     | lanceur             | Blue Jays de Toronto    |

### Ligue nationale
| Joueur            | position            | équipe                   |
| ----------------- | ------------------- | ------------------------ |
| Tony Gwynn        | voltigeur de gauche | Padres de San Diego      |
| Ryne Sandberg     | deuxième but        | Cubs de Chicago          |
| Steve Garvey      | premier but         | Padres de San Diego      |
| Dale Murphy       | voltigeur de centre | Braves d’Atlanta         |
| Mike Schmidt      | troisième but       | Phillies de Philadelphie |
| Darryl Strawberry | voltigeur de droite | Mets de New York         |
| Gary Carter       | receveur            | Expos de Montréal        |
| Ozzie Smith       | arrêt-court         | Cardinals de Saint-Louis |
| Charlie Lea       | lanceur             | Expos de Montréal        |

## Effectifs

### Ligue américaine
| Joueur           | position      | équipe                |
| ---------------- | ------------- | --------------------- |
| Tony Armas       | voltigeur     | Red Sox de Boston     |
| Buddy Bell       | troisième but | Rangers du Texas      |
| Mike Boddicker   | lanceur       | Orioles de Baltimore  |
| Bill Caudill     | lanceur       | Athletics d'Oakland   |
| Alvin Davis      | premier but   | Mariners de Seattle   |
| Rich Dotson      | lanceur       | White Sox de Chicago  |
| Dave Engle       | receveur      | Twins du Minnesota    |
| Damaso Garcia    | deuxième but  | Blue Jays de Toronto  |
| Alfredo Griffin  | arrêt-court   | Blue Jays de Toronto  |
| Rickey Henderson | voltigeur     | Athletics d'Oakland   |
| Willie Hernandez | lanceur       | Tigers de Detroit     |
| Don Mattingly    | premier but   | Yankees de New York   |
| Jack Morris      | lanceur       | Tigers de Detroit     |
| Eddie Murray     | premier but   | Orioles de Baltimore  |
| Phil Niekro      | lanceur       | Yankees de New York   |
| Dan Quisenberry  | lanceur       | Royals de Kansas City |
| Jim Rice         | voltigeur     | Red Sox de Boston     |
| Jim Sundberg     | receveur      | Brewers de Milwaukee  |
| Andre Thornton   | premier but   | Indians de Cleveland  |
| Alan Trammell**  | arrêt-court   | Tigers de Detroit     |

- Joueur blessé (**)

### Ligue nationale
| Joueur              | position      | équipe                   |
| ------------------- | ------------- | ------------------------ |
| Joaquin Andujar**   | lanceur       | Cardinals de Saint-Louis |
| Bob Brenly          | receveur      | Giants de San Francisco  |
| Chili Davis         | voltigeur     | Giants de San Francisco  |
| Jody Davis          | receveur      | Cubs de Chicago          |
| Dwight Gooden       | lanceur       | Mets de New York         |
| Rich Gossage        | lanceur       | Padres de San Diego      |
| Keith Hernandez     | premier but   | Mets de New York         |
| Al Holland          | lanceur       | Phillies de Philadelphie |
| Mike Marshall       | voltigeur     | Dodgers de Los Angeles   |
| Jerry Mumphrey      | voltigeur     | Astros de Houston        |
| Jesse Orosco        | lanceur       | Mets de New York         |
| Tony Pena           | receveur      | Pirates de Pittsburgh    |
| Tim Raines          | voltigeur     | Expos de Montréal        |
| Rafael Ramirez      | arrêt-court   | Braves d’Atlanta         |
| Juan Samuel         | deuxième but  | Phillies de Philadelphie |
| Mario Soto          | lanceur       | Reds de Cincinnati       |
| Bruce Sutter        | lanceur       | Cardinals de Saint-Louis |
| Fernando Valenzuela | lanceur       | Dodgers de Los Angeles   |
| Tim Wallach         | troisième but | Expos de Montréal        |
| Claudell Washington | voltigeur     | Braves d’Atlanta         |

- Joueur blessé (**)

## Déroulement du match
L’équipe de la Ligue nationale a pris l’avance 1 à 0 en première manche. Steve Garvey a atteint le deuxième but après deux retraits grâce à un simple et à une erreur de Reggie Jackson. Il a ensuite marqué sur le simple de Dale Murphy.
L’équipe de la Ligue américaine a répliqué dès le début de la deuxième manche, gracieuseté d'un coup de circuit en solo de George Brett aux dépens de Charlie Lea.
Dès la fin de la manche, la Ligue nationale a repris son avance. Gary Carter a claqué un circuit sur un tir de Dave Stieb.
En quatrième manche, le deuxième lanceur utilisé par la Ligue nationale, Fernando Valenzuela, a retiré sur des prises les trois frappeurs à lui faire face: WInfield, Jackson et Brett.
À la manche suivante, Dwight Gooden répétait l'exploit de Valenzuela en retirant sur des prises Parrish, Lemon et Alvin Davis. SIx frappeurs de suite de la Ligue américaine ont été retirés sur des prises.
Deux manches plus tard, Bill Caudill s'est amené dans le match pour la Ligue américaine et il a retiré sur des prises les trois adversaires (Tim Raines, Ryne Sandberg et Keith Henrnandez) qu'il a affrontés lors de son unique manche au monticule.
En fin de huitième match, Dale Murphy a mis le match hors de portée pour la Ligue américaine en accueillant Willie Hernandez avec un coup de circuit.
Le lanceur gagnant a été Charlie Lea, le perdant a été Dave Stieb et Rich Gossage a été crédité d'une victoire protégée.